# Ao Tegen
Ao Tegen (chiń. 敖特根; ur. 12 lipca 1975) – chiński judoka. Olimpijczyk z Atlanty 1996, gdzie zajął 21. miejsce kategorii 86 kg.
Brązowy medalista mistrzostw Azji w 1996. Dwukrotny medalista igrzysk Azji Wschodniej, srebrny w 2001 roku.

## Letnie Igrzyska Olimpijskie 1996
| Konkurencja  | Walki                | Walki               | Klas. końcowa |
| Konkurencja  | 1/32                 | 1/16                | Miejsce       |
| ------------ | -------------------- | ------------------- | ------------- |
| waga średnia | Marek Pisula (POL) W | Oleg Malcew (RUS) P | XXI           |